# New Salem (Massachusetts)
New Salem é uma vila localizada no condado de Franklin no estado estadounidense de Massachusetts. No Censo de 2010 tinha uma população de 990 habitantes e uma densidade populacional de 6,52 pessoas por km².

## Geografia
New Salem encontra-se localizado nas coordenadas 42° 27′ 31″ N, 72° 19′ 38″ O. Segundo o Departamento do Censo dos Estados Unidos, New Salem tem uma superfície total de 151.95 km², da qual 115.95 km² correspondem a terra firme e (23.69%) 36 km² é água.

New Salem encontra-se ao ângulo sudeste do vale de Franklin, e suas terras estendem-se para o sul entre o condado de Hampshire e o condado de Worcester. A cidade está demarcada por Orange ao norte, Athol ao nordeste, Petersham ao este, Ware ao sul, Belchertown ao sudeste e Pelham, Shutesbury e Wendell ao oeste. Devido ao Quabbin Reservoir, não há nenhum vínculo terrestre entre New Salem e Pelham, Belchertown ou Ware.
Desde o centro-cidade, New Salem encontra-se a 19 milhares (31 km) ao este-sudeste da cadeira do condado de Greenfield, 35 milhas (56 km) ao norte-nordeste de Springfield, 40 milhas (64 km) ao noroeste de Worcester e 75 milhas (121 km) ao oeste de Boston.

### Hidrografia e relevo

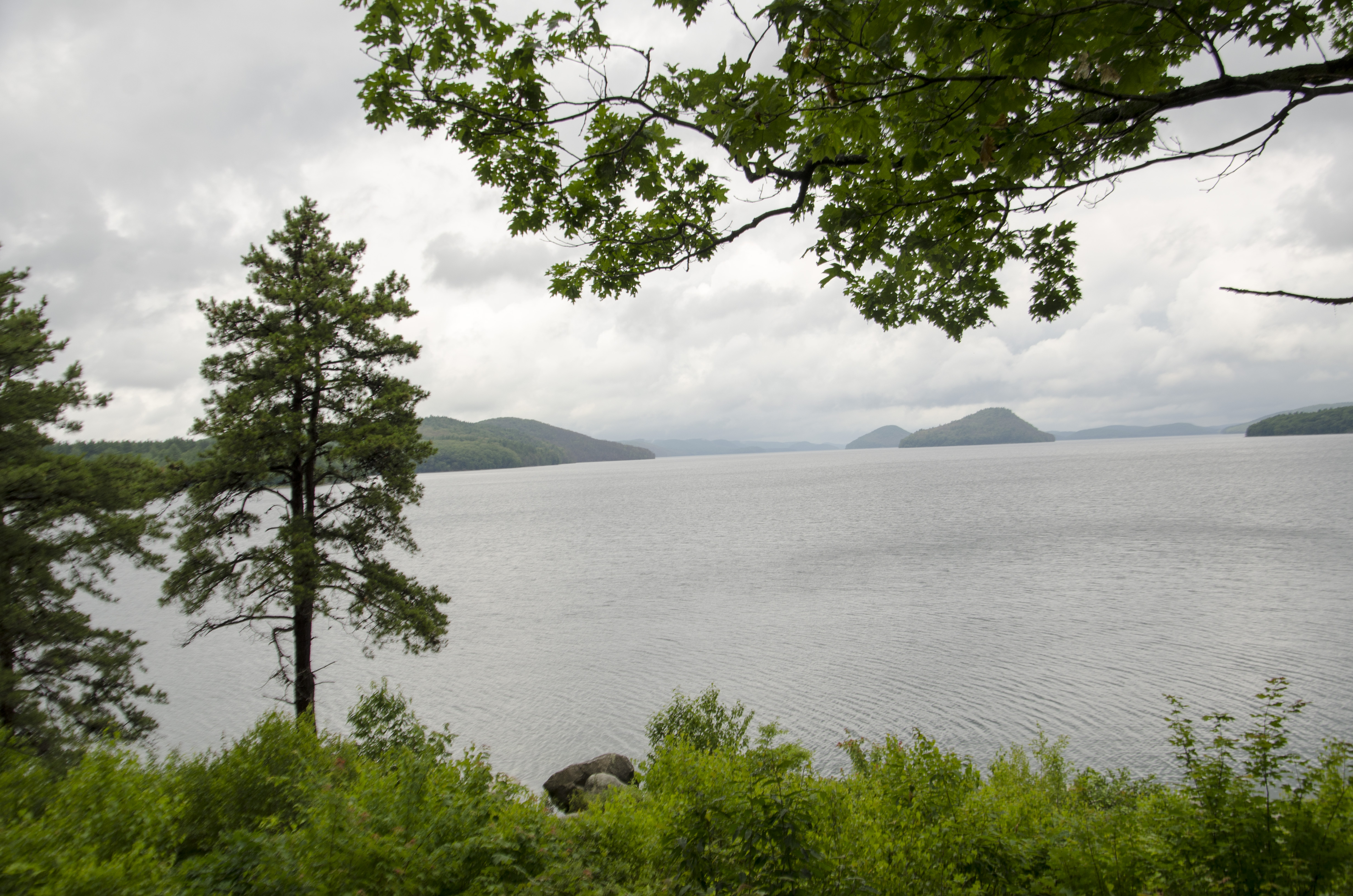
O Quabbin Reservoir desde o termo municipal de Ware.

As fronteiras actuais de New Salem estão traçadas pelas antigas camas oeste e centrais da rio Swift, que são agora submergida no Quabbin Reservoir que delimita toda a parte oeste, sul da municipalidade.
A terra das duas ilhas que se adiantam no Quabbin Reservoir é conhecida agora sob o nome de Prescott Peninsula (Península de Prescott) ; este território contém os pontos mais elevados da cidade com Mount Pleasant e Prescott Hill (cuja esta última fazia parte de Pelham).
New Salem possui igualmente várias ilhas no Quabbin Reservoir, compreende aquelas da Russ Mountain e do Mount L. Uma grande parte das terras da cidade de origem era sobre elevada, que baixa para o este e para os pântanos cerca do lago Rohunta, ao longo da cidade de Athol. Uma pequena secção de bosque está localizada para perto de este lago, com outras secções dispersas em parte a oeste da municipalidade.

## Demografia
Segundo o censo de 2010, tinha 990 pessoas residindo em New Salem. A densidade populacional era de 6,52 hab./km². Dos 990 habitantes, New Salem estava composto pelo 95.96% brancos, o 0.2% eram afroamericanos, o 0.2% eram amerindios, o 2.12% eram asiáticos, o 0% eram insulares do Pacífico, o 0.51% eram de outras raças e o 1.01% pertenciam a duas ou mais raças. Do total da população o 1.01% eram hispanos ou latinos de qualquer raça.